# Banda ultralarga
Con banda ultralarga, banda ultra larga o banda ultra-larga (in inglese ultra wideband, ultra-wide-band o ultra-wide band) si indica una tecnica di trasmissione sviluppata per trasmettere e ricevere segnali mediante l'utilizzo di impulsi di energia a radiofrequenza di durata temporale estremamente ridotta (da poche decine di picosecondi a qualche nanosecondo) e quindi con occupazione spettrale molto ampia. Questi impulsi sono infatti rappresentati da pochi cicli d'onda di una portante in radiofrequenza e quindi lo spettro in frequenza associato a questa forma d'onda è estremamente ampio (da cui il nome).
In altra accezione il termine banda ultralarga indica le trasmissioni su fibra ottica (comunicazioni ottiche) ad altissima velocità di trasmissione nella rete di accesso fino all'utente finale (es. 100 Mbit), disponibile nelle reti di prossima generazione (Next Generation Networking).

## Descrizione
Ultra wide band è un metodo di modulazione del segnale radio. Secondo ITU-R un segnale si può definire UWB quando la sua banda è molto ampia in valore assoluto (almeno 500 MHz) o in valore relativo (almeno il 20% della frequenza centrale).
La tecnologia nasce negli anni '70, quando venne dimostrata la possibilità di utilizzare impulsi radio per le comunicazioni. Gli impulsi sono brevissimi e occupano di conseguenza uno spettro molto ampio, con la conseguenza di un'alta immunità alle interferenze agli effetti di multipath, dovuti alla riflessione dell'onda radio sugli ostacoli, unita ad un'alta capacità di penetrazione attraverso i muri.
Segnali UWB sono stati e sono usati in ambito militare per la difficoltà di intercettare le comunicazioni e la capacità di penetrare gli ostacoli, che fra l'altro consente applicazioni di "visione attraverso i muri".
Recentemente le tecniche UWB sono entrate a far parte di diverse suite di protocolli fra cui Bluetooth, USB e IEEE 802.15, per applicazioni di trasmissione dati a grande velocità e piccola distanza e per applicazioni di misurazione della distanza fra un trasmettitore e un ricevitore.

## Novità
La società Camero-Tech con sede a Herzliya in Israele ha inventato un sistema tramite onde radio UWB che consente di far fotografie tridimensionali ad alta risoluzione attraverso pareti di cemento o pareti con rinforzi metallici o per trovare oggetti sottoterra.
Si inizierà con un impiego esclusivo in ambito militare.
La società Multispectral, costituita dal prof. Robert J. Fontana (collaboratore di Gerry Ross, della ANRO Engineering) ha sviluppato diversi progetti per i militari americani dai quali ha derivato il primo sistema UWB RTL commerciale, con precisione fisica pari a 30 cm portati a circa 5 cm mediante algoritmi da un progetto dell'Università di Milano.
La società Ubisense ha studiato un sistema commerciale che permette di localizzare oggetti e persone nelle tre dimensioni con un margine di errore di 10-15 cm. Il lato negativo di questo sistema di localizzazione è l'elevato costo.